# 敦操乡
敦操乡，是中华人民共和国贵州省黔南布依族苗族自治州长顺县下辖的一个乡镇级行政单位。

## 行政区划
敦操乡下辖以下地区：
敦操村、斗麻村和打召村。